# یوروپین ایر ترنسپورت لایپزیگ
یوروپین ایر ترنسپورت لایپزیگ (به انگلیسی: European Air Transport Leipzig) یک شرکت هواپیمایی با کد یاتا QY است که در تاریخ ۲۰۰۵ میلادی تأسیس شده و در تاریخ ۲۰۱۰ فعالیتش را آغاز کرده‌است.
دفتر مرکزی یوروپین ایر ترنسپورت لایپزیگ در اشکویدیتس، آلمان واقع شده‌است و قطب این شرکت هواپیمایی در فرودگاه لایپزیگ/هال قرار دارد و به اروپا، خاورمیانه و آفریقا پرواز مستقیم انجام می‌دهد.

## مقصدهای پروازی

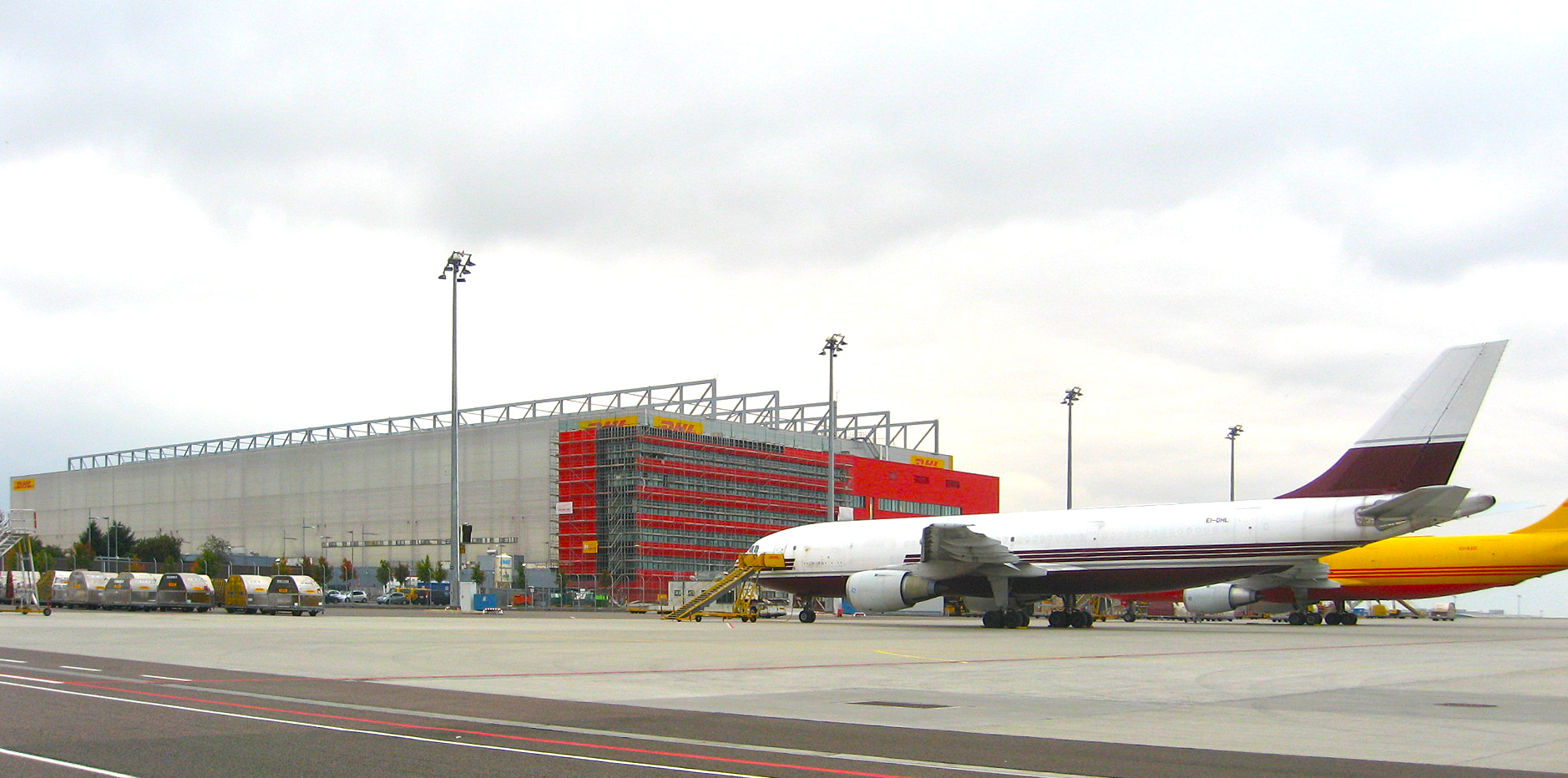
فرودگاه لایپزیگ/هال

- قطب اصلی: فرودگاه لایپزیگ/هال، آلمان
- قطب‌های منطقه‌ای: فرودگاه ایست میدلند، بریتانیا / فرودگاه بروکسل، بلژیک / فرودگاه اوریو آل سریو میلان، ایتالیا
- قطب‌های تقویتی: فرودگاه کپنهاگ، دانمارک / فرودگاه ویتوریا، اسپانیا
- قطب‌های تجاری: فرودگاه اسخیپول آمستردام، هلند / فرودگاه شارل دوگل پاریس، فرانسه / فرودگاه هیترو لندن، بریتانیا / فرودگاه بین‌المللی فرانکفورت، آلمان / فرودگاه مادرید-باراخاس، اسپانیا